# Rhabdoblatta inconspicua
Rhabdoblatta inconspicua är en kackerlacksart som först beskrevs av Brunner von Wattenwyl 1865.  Rhabdoblatta inconspicua ingår i släktet Rhabdoblatta och familjen jättekackerlackor.
Artens utbredningsområde är Filippinerna. Inga underarter finns listade i Catalogue of Life.